# Georgi Valchev
Georgi Tomov Valchev (tiếng Bulgaria: Георги Томов Вълчев; sinh 7 tháng 3 năm 1991) là một cầu thủ bóng đá Bulgaria thi đấu ở vị trí tiền vệ cho Vereya. Anh trước đây từng thi đấu cho Chavdar Etropole, Svetkavitsa, Lokomotiv Plovdiv và Neftochimic Burgas.